# Redemptoristenkloster Sankt Josef (Trier)

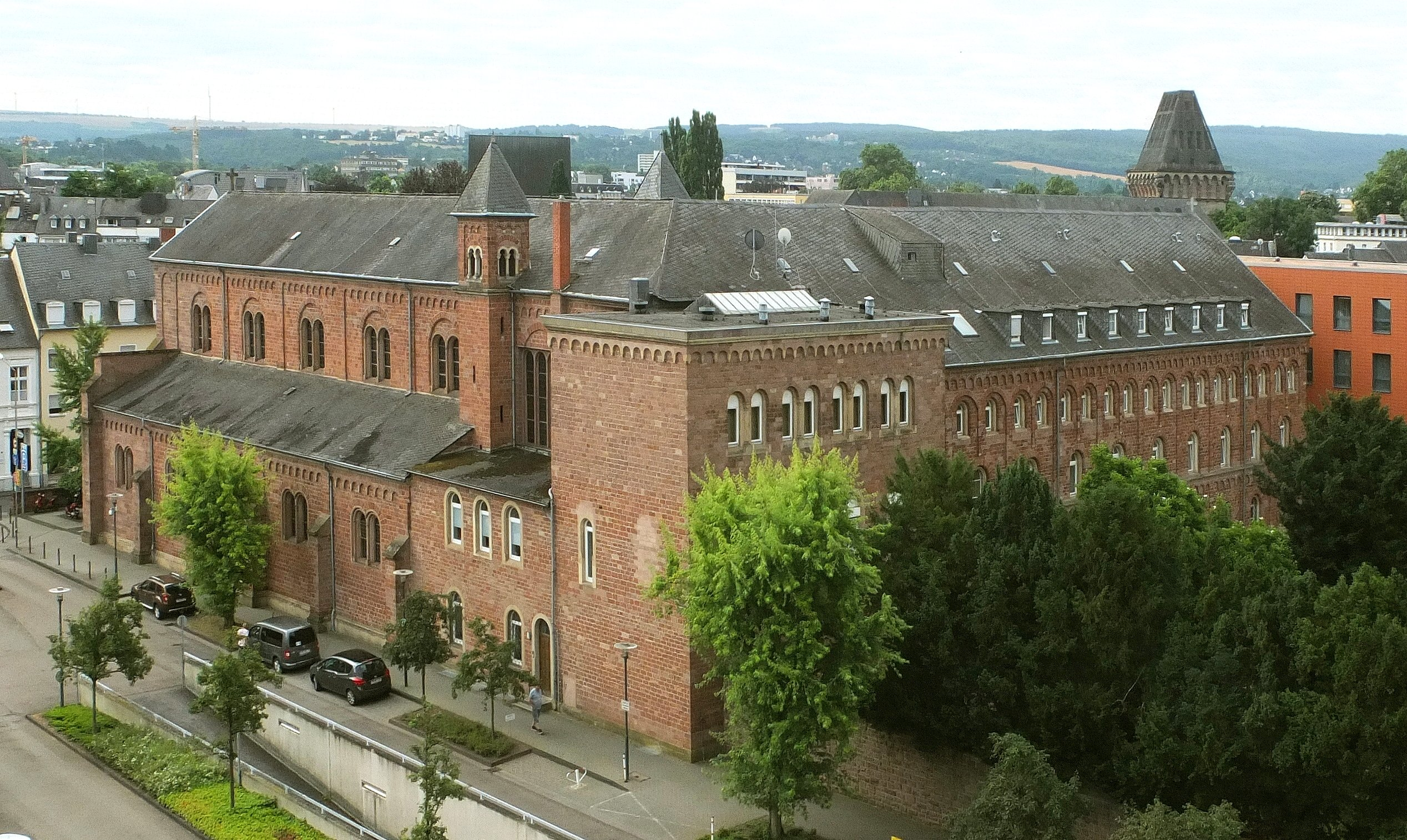
Redemptoristenkloster Sankt Josef

Das ehemalige Redemptoristenkloster Sankt Josef ist ein Klostergebäude mit zugehöriger dreischiffiger  Kirche in Trier, Feldstraße 18, erbaut 1854–55, dreigeschossiger Komplex in neuromanischem Stil aus rotem Sandstein.

## Geschichte
Im Jahr 1854 bezog die Gemeinschaft der Redemptoristenpatres ihr vom Architekten Gerhard König neu errichtetes Domizil in der Feldstraße und widmete die dazugehörige Kirche dem heiligen Josef. Der Gebäudekomplex gilt als typischer Vertreter der neuromanischen Sakralarchitektur des 19. Jahrhunderts. Im Zuge des Kulturkampfs wurden die Patres 1872 aus dem Kloster vertrieben, kehrten jedoch 1894 zurück. Im Zweiten Weltkrieg wurden Kloster und Kirche teilweise stark zerstört, danach erfolgt der Wiederaufbau. Die ursprünglichen Kreuzgewölbe wurden durch Flachdecken ersetzt.
Kloster und Kirche wurden 1969 vom Klinikum Mutterhaus der Borromäerinnen übernommen. 1973 zog die Klostergemeinschaft der Redemptoristen ins Alfonsushaus (Dietrichstraße 41) um und verlegte ihre sakrale Tätigkeit nach Sankt Gangolf. Seither wird der Komplex in der Feldstraße von der Ordensgemeinschaft der Borromäerinnen genutzt.